# ヴィヴィアン・ファイン
ヴィヴィアン・ファイン（Vivian Fine、1913年9月28日 - 2000年3月20日）は、アメリカ合衆国の作曲家。
シカゴ出身。ピアノの神童で、5歳から奨学金を受けてシカゴ音楽学校で学んだ。ルース・クロフォードから和声を学び、13歳で初めて作曲した。
彼女が作曲家として本格的にデビューしたのは16歳のときで、『オーボエ独奏曲』がニューヨークとシカゴで、『2台のフルートのための4つの小品』がデッサウでそれぞれ上演された。1931年、18歳の時にニューヨークに移り、アーロン・コープランドの若手作曲家グループに加わった。さらに1934年から9年間ロジャー・セッションズに師事した。1937年のアメリカ作曲家協会の創設に協力し、後の1961年から1965年には副会長を務めた。またピアノの演奏活動も続け、1930年代にはコープランド、チャールズ・アイヴズ、ヘンリー・カウエル、ヘンリー・ブラントらの作品の初演を行った。さらに長年にわたってベニントン大学の教員を務めた。86歳の時に自動車事故で死去した。
作品は管弦楽曲、室内楽曲、合唱曲など140以上にのぼる。初期の作風は不協和音と対位法を高度に用いたものであったが、セッションズに師事していた時期は『組曲』（1940年）や『ピアノ協奏曲』（1944年）など調性を用いた作品が目立った。しかし1946年の『オーボエのためのカプリツィオ』『弦楽三重奏曲』『中国の長城』から再び自由な表現を行い、多様な技術を用いるようになった。